# زكريا سمساعة
زكريا سمساعة (1943 – 2015) شاعر ومربٍّ سوداني، عُرف بلقب شاعر الأجيال، وكان من أبرز من كتبوا الشعر الرياضي في السودان، إلى جانب إسهاماته الوطنية والتربوية والثقافية.

## النشأة والتعليم
وُلد زكريا سمساعة عام 1943 في مدينة شندي بولاية نهر النيل، وينتمي إلى قبيلة العَمراب. انتقل لاحقًا إلى مدينة أم درمان، حيث استقر وأسهم في الحياة الثقافية والاجتماعية. عمل معلّمًا وموجّهًا تربويًا في وزارة التربية والتعليم السودانية، وكان له تأثير ملموس على طلابه من خلال تشجيع الإبداع الأدبي والفكري.

## المسيرة الأدبية
بدأ كتابة الشعر منذ طفولته، وعبّر من خلاله عن مجموعة متنوعة من القضايا. وقد تميّز بشكل خاص بالشعر الرياضي، إلى جانب الوطني والديني، مستخدمًا الفصحى والدارجة السودانية بأسلوبه الخاص. كتب أكثر من 100 قصيدة مخصصة لنادي الهلال السوداني، توثق إنجازات النادي ولاعبيه، وسُجّل العديد منها في الإذاعة السودانية.
كان عضوًا نشطًا في القطاع الثقافي لنادي الهلال السوداني، وساهم في توثيق تاريخ النادي شعريًا، مما جعله رمزًا أدبيًا لدى محبي الهلال.

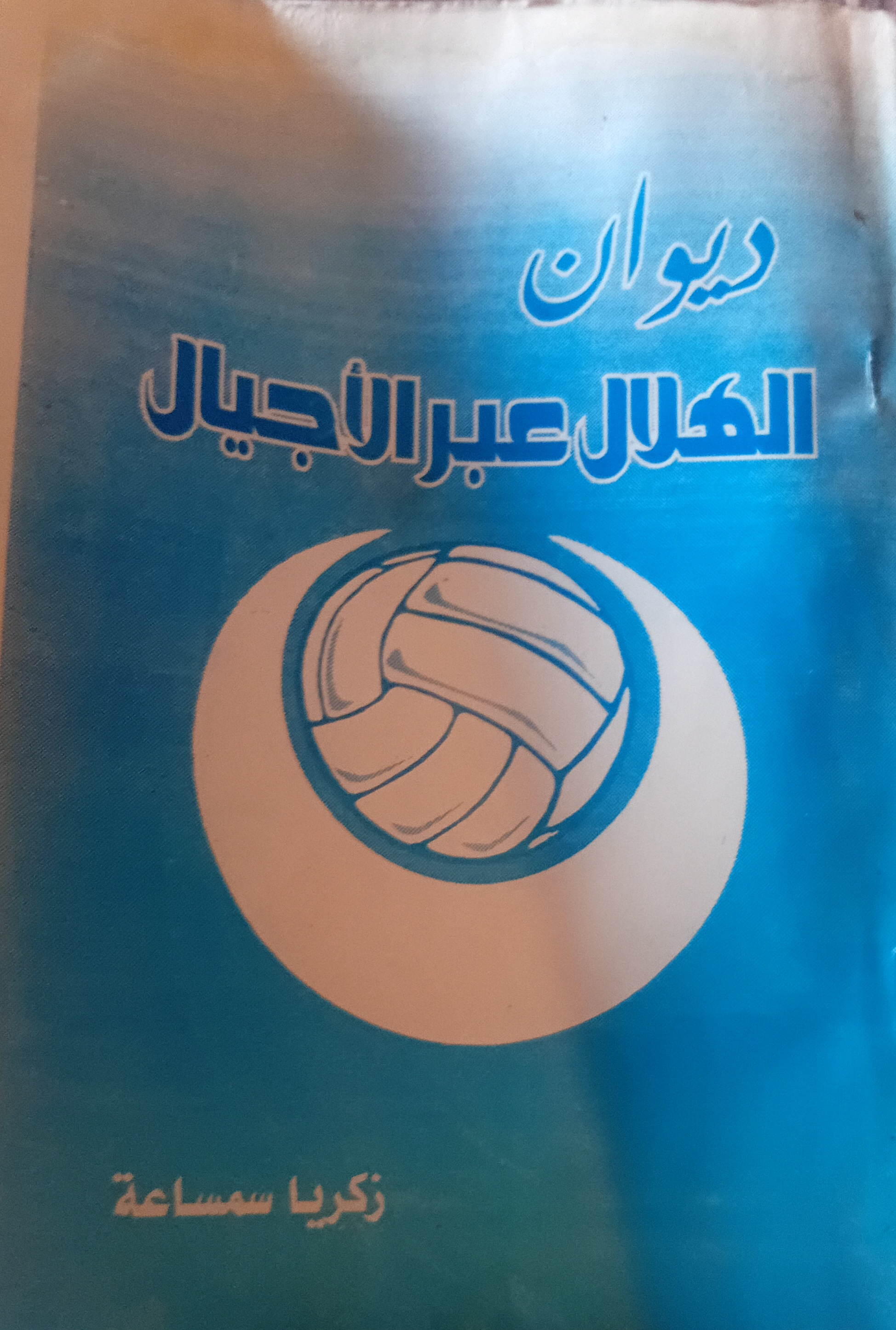
غلاف ديوان الهلال عبر الأجيال – شعر زكريا سمساعة

## بعض أشعاره في حب الهلال السوداني
وتمضي يا هلال السعد دوماً

مسيرتك المظفرة الأصيلة

يواكب خطوها نصرٌ مبينٌ

وإخلاصٌ وأهدافٌ نبيلة

ويحرسها رجالٌ باقتدارٍ

لهم عزمٌ وأعمالٌ جليلة

فأنت المجد والإبداع حقّاً

وروحٌ للرياضة والفضيلة

فعش أبداً هلالاً لا يُجارى

ورمزاً للتفوق والبطولة
قصيدة "هلال السعد" – ديوان الهلال عبر الأجيال

## التعاون الفني
غنّى له الفنان السوداني عبد الله البعيو قصيدة الشعب المعلّم، وهي من أبرز الأغاني الوطنية التي عبّرت عن الانتماء والإرادة الشعبية. شكّل هذا التعاون نقطة تلاقٍ بين الشعر والغناء، وأبرز تأثيره الثقافي على جمهور واسع.

## العمل التربوي والإعلامي
إلى جانب إبداعه الشعري، عمل زكريا سمساعة في المجال التربوي طوال حياته، حيث شغل مهامًا متعددة في وزارة التربية والتعليم، من التدريس حتى الإشراف التربوي. ساهم في تطوير الوعي الثقافي واللغوي لدى طلابه، وحرص على رعاية الموهوبين في المجال الأدبي.
كما تم استضافته في عدد من البرامج التلفزيونية، وتحدث فيها عن تجربته الشعرية ومحبته لنادي الهلال. نُشرت له أيضًا مقالات وقصائد في الصحف السودانية، لا سيما الصحف الرياضية، وكان حضوره الإعلامي معروفًا لدى جمهور الرياضة والثقافة.

## قصائد وطنية وأكاديمية
كتب زكريا سمساعة عددًا من القصائد التي تحتفي بالمؤسسات الوطنية والتعليمية. من أبرزها قصيدته الموجّهة إلى جامعة الخرطوم، التي كتبها بخط يده، تعبيرًا عن اعتزازه بدور التعليم في بناء الوطن.
يا قلعة الخرطوم يا مجداً سما

يا قدوة للجامعات ومعلما

أرسيت نهجًا عبقريًا محكمًا

تتكاملين أصالة

وتواكبين حداثة

نلت الفخار الأعظما

يا قلعة الخرطوم يا مجداً سما

مرحى بجامعة لها أصداء

وغراسها وثمارها علماء

هم صفوة فكرية وعطاء

يتصدرون جدارة

ويخططون براعة

رادوا المجال الأجملا

يا قلعة الخرطوم يا مجداً سما

هذي منارة عزنا البراقة

هذي منابع علمنا الدفاقة

وطنية بنضالها سباقة

خرطومنا يا جامعة

يا درة يا ساطعة

تحمين قيما راسخة

يا قلعة الخرطوم يا مجداً سما

يا قبلة النجباء يا رمز العلا

بالعلم والإشراق أدهشت الملا

ورفعت اسماً رائداً متأصلا

أنت النبوغ المفرد

أنت الطموح الصاعد

فقت الجميع تقدما

يا قلعة الخرطوم يا مجداً سما

## الرثاء الشعري
كتب الشاعر زكريا سمساعة قصيدة رثاء مؤثرة في اللاعب الهلالي الراحل والي الدين محمد عبد الله. عبّرت القصيدة عن الحزن الجماعي الذي عاشه الوسط الرياضي والجمهور عقب وفاته، وكانت كلماتها مشحونة بالوفاء والعاطفة الصادقة.
فجعت بفقدك أمة يا والي

واصاب سهم فارس الفرسان

بكت المنابر والمحافل كلها

زين الشباب ودرة السودان

يا مبدعا سحر العيون بفنه

اليوم يعجز في الرثاء بياني

عايشت امجاد الهلال مقدما

احلى العروض وعشت في الوجدان

ووضعت اسمك في الرياضه معلما

في صفحة التاريخ والازمان

من غير والي الدين ادهش شعبنا

من غيره متعدد الالوان

اهدافه ذهبية وكانها

مرسومة بانامل الفنان

ما كان هيابا ولا مترددا

كان الجسور وقدوة الميدان

لاقى الصعاب بعزمه متساميا

فوق الجراح بقوة الايمان

ذكراه باقية تعطر سوحنا

لا تنطوي بعوامل النسيان

يا اوفى من حمل الشعار امانة

تهفو اليك منازل الرضوان

## الوفاة والتكريم
توفي زكريا سمساعة عام 2015، ونعاه نادي الهلال السوداني رسميًا عبر موقعه، واصفًا إيّاه بـ"شاعر الأجيال". وقد خلد إرثه الشعري والثقافي في ذاكرة الجماهير السودانية والوسط الأدبي، وظل حاضرًا في القلوب والقصائد.